# سلاح ثلاثي الهراوات
العصا ثلاثية القطع (بالصينية: 三節棍) هي من الأسلحة الصينية التاريخية التي ظهرت في كتب القتال الصينية منذ القدم، وتتميز بوجود 3 هراوات طولها 70 سم متصلة ببعضها بواسطة سلسلة حديدية لتصبح سلاحاً طويلاً، ويمكن استخدامها في حالات الدفاع أو الهجوم.